# کجوییه
کجوییه یک منطقهٔ مسکونی در ایران است که در بخش دهج واقع شده‌است. کجوییه ۲۶۶ نفر جمعیت دارد.